# Julius Lellbach
Julius Lellbach (* 4. Mai 1873 in Straßburg; † 19. März 1935 in Leipzig) war ein deutscher Reichsgerichtsrat.

## Leben
Er studierte Rechtswissenschaften u. a. in München. Der Elsaß-Lothringer wurde 1894 vereidigt. 1899/1900 trat er als Gerichtsassessor in den hanseatischen Marine-Justizdienst als Kriegsgerichtsrat über. 1903 wurde er wieder Richter. Oberlandesgerichtsrat wurde er 1916. 1925 kam er an das Reichsgericht. Er war als Richter im II. Zivilsenat, IV. Strafsenat und dem IV. Zivilsenat. Er war Beteiligter an den Kollegialentscheidungen des Reichsgerichts zur Anfechtung der „Rassenmischehe“ vom 12. Juli 1934.